# دم‌درازهای دم‌پارویی
دم‌درازهای دم‌پارویی (نام علمی: Momotus) نام یک سرده از تیره دم‌دراز است.

## گونه‌ها
- دم‌دراز کاکل‌خرمایی, Momotus mexicanus
- دم‌دراز کاکل‌آبی, Momotus momota